# Арментарий Антибский
Арментарий (лат. Armentarius, фр. Hermentaire; умер в 711 году) — католический святой. День памяти — 30 января. Был епископом в Антибах, Прованс, Франция. Ему посвящён храм в Драгиньяне. Согласно местному преданию, им был убит дракон, терроризировавший город. Житие святого, написанное Раймоном Феро (фр. Raimond Féraud), исчезло.